# UK funky
UK funky (określane także nazwą funky lub uk house) - gatunek elektronicznej muzyki tanecznej wywodzący się z Wielkiej Brytanii, powstały około roku 2006. Wśród głównych inspiracji dla twórców uk funky wymieniany jest house, uk garage, grime i muzyka afrykańska (soca, kuduro, afrobeat). Elementy charakterystyczne dla gatunku to afrykańskie motywy perkusyjne, sub-bass, partie wokalne w stylu r'n'b oraz tempo w przedziale 130-140 BPM.

## Przykładowi artyści i producenci
- Crazy Cousinz
- Roska
- Donae'o
- Geenus
- N.B Funky
- Lil Silva
- Bok Bok
- L-vis 1990